# عيشة بوكطاية (أولاد سيدي الشيخ)
عيشة بوكطاية هو دُوَّار يقع بجماعة مهاية، عمالة مكناس، جهة فاس مكناس في المملكة المغربية. ينتمي الدوّار لمشيخة أولاد سيدي الشيخ التي تضم 16 دوار. يقدر عدد سكانه بـ 2 نسمة حسب الإحصاء الرسمي للسكان والسكنى لسنة 2004.

## روابط خارجية
- البوابة الوطنية للجماعات الترابية نسخة محفوظة 12 مارس 2018 على موقع واي باك مشين.
- المندوبية السامية للتخطيط